# Ouleus accedens
Ouleus accedens är en fjärilsart som beskrevs av Paul Mabille 1895. Ouleus accedens ingår i släktet Ouleus och familjen tjockhuvuden. Inga underarter finns listade i Catalogue of Life.